# 第一津社区
第一津社区（だいいちしんしゃく）は、広州市越秀区六榕街道の社区。

## 交通
- 地下鉄の駅：
- バス：